# Lewis chessmen
Lewis chessmen (også omtalt som Uig chessmen efter den bugt, hvor de blev fundet) er en samling middelalderlige skakbrikker, der blev fundet på Isle of Lewis i Hebriderne (Ydre Hebrider) i 1831. De stammer fra fire eller fem sæt skakbrikker og to sæt er komplette.
Skakbrikkerne formodes at være skåret i Norge i 1100-tallet, måske af håndværkere i Trondheim. På det tidspunkt hørte Hebriderne under Norge. Nogle historikere antager, at skakbrikkerne blev skjult (eller tabt) i forbindelse med en eller anden form for uheld under transporten af dem fra Norge til rige norske bebyggelser på den irske østkyst.
Næsten alle brikkerne i sættet er udskåret i hvalrostand, mens nogle få er lavet af hvaltænder. Sættet består af otte konger, otte dronninger, 16 løbere, 15 springere, 12 tårne og 19 bønder. Alle brikkerne forestiller mennesker, undtagen bønderne, der ligner gravsten. Springerne er ryttere til hest, hvor hesten er lille i forhold til rytteren, der bærer spyd og skjold. Med undtagelse af tårnene har alle menneskebrikkerne et trist ansigsudtryk. Tårnene ligner derimod bersærker med et vildt udtryk i øjnene, og de bider i skjoldet i krigsvildskab.
Skakbrikkerne blev opdaget i 1831 i en sandbanke ved Bay of Uig på Isle of Lewis' vestkyst. Der er ingen samtidig beskrivelse af omstændighederne ved fundet, men de skulle være fundet i et lille stenbygget kammer ca. 15 engelske fod (ca. 4,5 meter) under toppen af sandbanken.
De blev fremvist af Roderick Ririe ved et møde 11. april 1831 i Society of Antiquaries of Scotland, og fundet blev splittet kort efter. 10 af brikkerne blev købt af Kirkpatrick Sharpe, og de øvrige (67 skakbrikker og 14 dambrikker) blev købt til British Museum.
Kirkpatrick Sharpe fandt senere endnu en skakbrik, så hans samling kom op på 11 skakbrikker, der alle blev solgt til lord Londesborough. I 1888 blev de igen solgt, denne gang til Society of Antiquaries of Scotland, som skænkede brikkerne til Royal Museum i Edinburgh.
I dag er 82 brikker udstillet på British Museum i London, mens 11 er udstillet på National Museum of Scotland i Edinburgh.
Da brikkerne blev fundet var der rester af rød farve på nogle af dem, hvilket indikerer, at de har været røde og hvide for at kunne adskille de to sider, frem for de sorte og hvide brikker, der bruges i moderne skak.

## I populærkulturen
Skakbrikkernes særprægede stil inspirerede den animerede serie Noggin the Nog, og i filmatiseringen af Harry Potter og De Vises Sten fra 2001 optræder der et skakspil, hvor en rød dronning var inspireret af Lewis chessmen.